# Purwosari (Metro Utara)
Purwosari is een bestuurslaag in het regentschap Metro van de provincie Lampung, Indonesië. Purwosari telt 4860 inwoners (volkstelling 2010).